# Erb
|  | Per a altres significats, vegeu «Elke Erb». |

L'erb (Vicia ervilia) és una espècie de planta amb flors del gènere Vicia dins la família de les fabàcies (Fabaceae).
Addicionalment pot rebre els noms de veça petita i xítxeros. També s'han recollit les variants lingüístiques edro, er, erp, ervelles, evo, hedro, herb, herp, iero i yero.
És un dels conreus que ja es feien des dels primers temps del Neolític a la Conca del Mediterrani. Té un bon contingut nutritiu per als animals remugants i és un conreu fàcil de cultivar i de recollir a més de poder créixer en sòls prims i alcalins, resisteix molt la secada. Els erbs és un conreu actualment molt minoritari als Països Catalans, on tanmateix es troba silvestre. El seu rendiment mitjà en gra és del voltant dels 2000 kg per hectàrea.

## Descripció

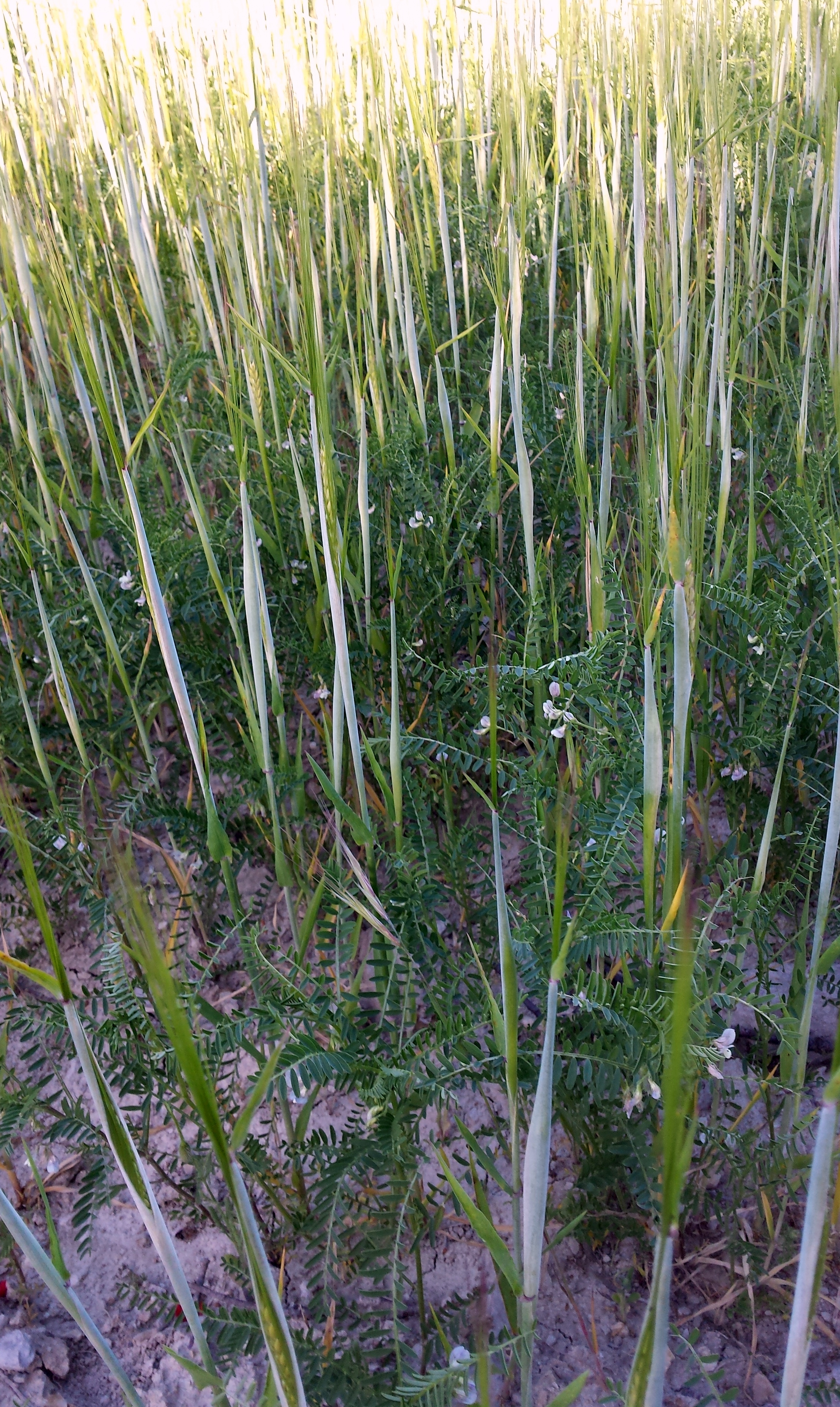
Erbs cultivats amb ordi com a suport

És una planta anual, ramificada i glabrescent que fa de 20 a 40 cm d'alt. Herba erecta, fulles sense circell o amb circell simple poc desenvolupat, fulles compostes que tenen de 4 a 20 parells de folíols oblongo-linears mucronats, de 5-15 x 1-4 mm; 1-4 flors blanquinoses amb estries violàcies de 6 a 12 mm, floreix d'abril a juny. Els llegums fan de 15-30 x 5-6 mm amb de 2 a 4 granes. Als Països Catalans es troba des del nivell del mar a 1.200 m d'altitud.

## Taxonomia
Aquesta espècie va ser publicada per primer cop l'any 1753, amb el nom de Ervum ervilia, al segon volum de l'obra Species Plantarum del botànic suec Carl von Linné (1707-1778). Més tard, l'any 1802, el botànic alemany Carl Ludwig Willdenow (1765-1812) li va donar el nom actual en reubicar el tàxon al gènere Vicia, aquest canvi fou publicat a la segona part del tercer volum de l'obra Species Plantarum. Editio Quarta, la quarta versió de l'obra homònima publicada per Linné.

### Sinònims
Els següents noms científics són sinònims de Vicia ervilia:
- Sinònims homotípics

- Ervum ervilia L.

- Sinònims heterotípics

- Ervilia sativa Link
- Ervum plicatum Moench
- Lens pygmaea Grossh.
- Rhynchium plicatum Dulac
- Vicia ervilla Medik.

## Usos i història
Les seves llavors semblen les de les llentilles vermelles. En cas de consum humà se n'ha de treure l'amargor a base de bullir-les diverses vegades i llençar-ne l'aigua. Segons Zohary i Hopf, només es consumeixen aquestes llavors per part dels humans en temps de fam o en les classes socials més pobres; tanmateix, Plini el Vell va escriure, a la seva Història Natural, que l'erb (ervum) tenia el mateix valor medicinal que la veça (vicia), i que l'Emperador August havia recuperat la salut a base d'una dieta d'erbs.
En estat silvestre els erbs inclouen la zona d'Anatòlia i el nord d'Iraq, amb una extensió a les muntanyes de l'Anti-Líban de Síria i el Líban. Restes d'una domesticació primerenca es troben en diversos jaciments arqueològics de Turquia que amb radiocarboni estan datats del VII i VI mil·lennis aC.